# 615 Roswitha
Roswitha (asteróide 615) é um asteróide da cintura principal com um diâmetro de 47,89 quilómetros, a 2,3353796 UA. Possui uma excentricidade de 0,1121514 e um período orbital de 1 558,21 dias (4,27 anos).
Roswitha tem uma velocidade orbital média de 18,36468419 km/s e uma inclinação de 2,76312º.
Esse asteróide foi descoberto em 11 de Outubro de 1906 por August Kopff.